# 列昂尼德·勃列日涅夫之死及葬礼
1982年11月10日，苏联共产党第四代总书记、苏联第五位最高领导人列昂尼德·勃列日涅夫，在多年痼疾之后死于心脏病，享壽75岁。11月11日，官方正式通过苏联的电台和电视台发布他的死讯。经过5天的全国哀悼后，苏联官方为其举行国葬，并将之葬于克里姆林宫红场墓园。接替勃列日涅夫出任总书记的尤里·安德罗波夫被任命为勃列日涅夫治丧委员会主席。勃列日涅夫的葬礼于11月15日在莫斯科举行。
葬礼邀请了32位国家元首、15位政府首脑、14位外国使节和4位王子出席。时任美国总统罗纳德·里根拒绝参加，但派遣了时任副总统老布什出席。安德罗波夫、德米特里·乌斯季诺夫、阿纳托利·彼得罗维奇·亚历山德罗夫和一位工人代表在葬礼上发表了演讲。

## 死亡与宣告
自1974年开始，勃列日涅夫就病魔缠身，其中尤以心脏病、白血病、颌骨癌、肺气肿及循环系统疾病等为重。有关其死亡的流言在1970年代中期便已存在，而其屡次缺席重要会议和外交会晤也使得有关他健康日益下降的訊息开始流传。虽然苏联政府一再坚称勃列日涅夫身体健康，但在1982年后，勃列日涅夫便很少再有露面，而就算出现在公共场合，其身旁也总有医生陪同。1982年5月，他突患严重的中风，但直到于当年11月10日其因心脏病去世，勃烈日涅夫都一直拒绝交出统治权。而其去世前三天，即11月7日，已经病入膏肓并且神智不清的勃列日涅夫仍出席了纪念十月革命65周年的阅兵仪式。苏联举国哀悼五天之后，为其在克里姆林宫红场墓园举行了国葬。
莫斯科时间1982年11月10日下午7:15起，苏联中央电视台原本播放的常规的电视节目及一个音乐会被一部列宁的纪录片所替代，这也成为勃列日涅夫死讯的首个暗示，而在苏联中央电视台的新闻节目《时间》中，主持人平日的正装也由丧服所代替。苏联人最初以为是没有出席几天前十月革命65周年庆典的苏联共产党中央政治局委员安德烈·基里连科逝世了；不過随后，各家电视台都突然发生了改变，例如播放未列入播放时间表的战争回忆节目和将冰球比赛替换为播放柴可夫斯基的第6号交响曲。勃列日涅夫的死讯最终是由苏联广播和电视主持人在死后第二天同时宣布的。电视宣告在莫斯科时间上午11点由伊格尔·基里洛夫播报 。
西方国家的评论员因为发现勃列日涅夫并未给安哥拉总统若泽·爱德华多·多斯桑托斯签发独立日的祝贺信而察觉他已经死亡。因为此前勃列日涅夫给苏联的盟友都签发了祝贺信，唯独不给安哥拉有违外交礼节。在西方国家的评论员们看来，延迟播发死讯是一种苏联领导层中争夺继任其领导权的证据。

## 葬礼过程
11月11日，尤里·安德罗波夫被委任为勃列日涅夫治丧委员会主席，此举标志着勃列日涅夫的葬礼筹备正式开始。而被任治丧委员会主席之事，则让西方国家的评论员们认为安德罗波夫是下一任总书记最有可能的人选。
按照惯例，在苏联领导人的葬礼进行到灵柩护送时，领导人身前所获得的所有勋章都将被跟在灵柩后的人用天鹅绒垫所托以供人瞻仰。同样按照惯例，护送勋章的事一般都由苏联政府的高级官员负责，并且每人都只会托着一个仅装有一枚勋章的天鹅绒垫。然而，勃列日涅夫生前却拥有大大小小两百多枚勋章。在葬礼过程中，每个天鹅绒垫里都放进了数枚勋章，而最后一共有四十四人参与了勃列日涅夫灵柩的护送。
葬礼过程中，勃列日涅夫的那位名声不佳女儿——加林娜·勃列日涅娃的身后一直跟着两个身形魁梧的保镖对其进行监视。安德罗波夫在葬礼中礼节性的拥抱了勃列日涅夫的妻子维多利亚·勃列日涅娃，但是却一直背对着他的女儿加林娜。不过事实是否是如此，一直是有争议的，例如1982年的《时代杂志》的文章中就称安德罗波夫与加林娜和维多利亚双双拥抱，而并非仅和维多利亚拥抱。但即便如此，安德罗波夫仍然勒令加林娜在十五个月不许再在公共场合中露面。在葬礼上，安德罗波夫赞扬勃列日涅夫“为缓解国际紧张局势和消除人类面临的核战问题鞠躬尽瘁”并盛赞其推行的“缓和政策”。之後安德烈·基里连科接见维多利亚·勃列日涅娃时，难掩悲伤，痛哭流涕。
11月15日葬礼举行当天，俄罗斯警察部队在莫斯科市中心实行了戒严，市内主干道上都由警察及莫斯科武装部队把守，工会大厦前也站满了佩戴红色袖章的士兵，而工会大厦则由无数的红旗及共产党标志所装点 。勃列日涅夫的遗体被放在工会大厦中供人瞻仰三日，而在第三日，其遗体将随其灵柩由苏联军队官员移至位于红场的列宁墓旁。安德罗波夫、苏联国防部长德米特里·乌斯季诺夫、苏联科学院院长阿纳托利·亚历山德罗夫及一位工人代表在葬礼上进行了演讲。在演讲结束后，勃列日涅夫的灵柩由安德罗波夫、苏联部长会议主席尼古拉·吉洪诺夫等人抬至另一个离列宁墓更近的位置。在这里，勃列日涅夫一家向勃列日涅夫的遗体道别并准备下葬。下葬前，维多利亚·勃列日涅娃按照俄罗斯的习俗吻了勃列日涅夫的脸颊一下。在勃列日涅夫的遗体下降至挖好的墓穴的底部时，管弦乐队奏起了苏联国歌，教堂的钟声也随之响起，在场的苏联军队向墓中的勃列日涅夫敬了礼。而后苏军在红场上进行了阅兵仪式。
勃列日涅夫的遗体跌落过两次，一次是在遗体停放在工会大厦时，勃列日涅夫的遗体从棺材底部跌落了下来。而后，人们为其准备了一个全新的金属棺材，而在下葬过程中，护柩人员没有承受住棺材的重量，使其重重的跌入了墓穴并发出了巨大的响声。不过这种说法被护柩人员格奥尔基·科瓦连科所驳斥，按照他的说法，在灵柩下葬前二十分钟，克林姆林的护柩人员谢苗·绍尔尼科告诉他要在钟声敲响之后才能把勃列日涅夫的遗体下葬，所以那声响并非棺材跌落所致。

## 出席的外国政要
共有32名国家元首、15名政府首脑、14位外国使节和4位王子出席了葬礼。这其中有印度总理英迪拉·甘地、法国总理皮埃尔·莫鲁瓦、阿富汗人民民主党总书记巴布拉克·卡尔迈勒、古巴共产党第一书记菲德尔·卡斯特罗、中华人民共和国外交部部长黄华、波兰部长会议主席沃依切赫·雅鲁泽尔斯基和叙利亚总统哈菲兹·阿萨德等。阿萨德更是在勃列日涅夫死亡声明发布后在叙利亚宣布哀悼7天。尽管美国国务卿乔治·普拉特·舒尔茨、中情局局长威廉·约瑟夫·卡西和国家安全顾问小威廉·克拉克都极力劝说时任美国总统的罗纳德·里根参加葬礼，但其最终仍拒绝参加，而是只派遣副总统乔治·布什前去参加葬礼；随后他宣称自己不会因为勃列日涅夫的死亡就转变美国对苏联的政策。

### 葬礼外交
勃列日涅夫去世之时，中苏关系还处于破裂状态，不过由于勃列日涅夫在其生前表现出对华缓和的迹象，所以中国仍旧派出时任外交部长黄华作为中国方面的“特使”前往苏联参加葬礼，并且以全国人大常委会的名义发唁电并由时任全國人大常委會副委員長乌兰夫前往苏联大使馆吊唁。黄华抵达苏联后，首先受到了苏方超规格的待遇，并在参加勃列日涅夫葬礼时与安德罗波夫进行了短暂的交流。11月16日中苏两国外长举行了正式会面，这是20多年来首次外长会面。之后中国又先后派出国家领导人参加了安德罗波夫和契尔年科的葬礼。尤其在李鹏参加契尔年科葬礼时，中苏关系得到了彻底的改善。

## 慰问
表示慰问的国际政要中包括时任美国总统罗纳德·里根，其于凌晨3:35起床发表了一份有关勃列日涅夫的消息，称勃列日涅夫为“近二十年的世界上最重要的人物之一”，并表示希望能进一步改善苏美关系。罗马教皇若望·保祿二世表示：“一个特别杰出的记忆思想随之离去”，而前西德总理赫尔穆特·施密特说，勃列日涅夫的死会“让人感觉到痛苦”。中华人民共和国政府表示“深切的哀悼”，印度总理英迪拉·甘地说：“他（勃列日涅夫）总出现在我们需要的时刻”。